# Raión de Luhyny
Luhyny (en ucraniano: Лугинський район) fue un raión o distrito de Ucrania en el óblast de Zhytomyr. En la reforma territorial de 2020, su territorio fue incluido en el raión de Korosten.
Comprendía una superficie de 994 km².
La capital era el asentamiento de tipo urbano de Luhyny.

## Demografía
Según estimación 2010 contaba con una población total de 19159 habitantes.

## Otros datos
El código KOATUU es 1822800000. El código postal 11300 y el prefijo telefónico +380 4161.